# Ambasciata d'Italia a Tripoli
L'ambasciata d'Italia a Tripoli è la missione diplomatica della Repubblica Italiana in Libia.
La sede dell'Ambasciata e della Cancelleria Consolare è a Tripoli, al numero 1 di Shara Uahran, nei pressi del porto.

## Altre sedi diplomatiche d'Italia in Libia
L'Italia possiede anche un consolato onorario a Tobruch, con circoscrizione consolare comprendente le città di Bengasi, Beida e la stessa Tobruch.